# I vitelloni
I vitelloni is een Italiaans-Franse dramafilm uit 1953 onder regie van Federico Fellini.

## Verhaal
Vijf jonge dertigers verdoen hun tijd in een stadje aan de Adriatische kust. Ze hebben weliswaar grootse plannen, maar ze maken voortdurend plezier en weigeren op te groeien. Er komen vijf mannen aan bod; de versierder Fausto, de intellectueel Leopoldo, die kinderlijke Alberto, de volwassen Moraldo en Riccardo, die op de achtergrond blijft. Fausto wordt door zijn vader Francesco gedwongen de plaatselijke Sandra te trouwen, die hij zwanger heeft gemaakt. Hoewel het de zus is van zijn vriend Moraldo, wilde hij er liever stilletjes richting Milaan tussenuit knijpen. Na het huwelijk blijft Fausto een onverbeterlijke rokkenjager en hij vindt zijn Waterloo als hij tevergeefs de veel oudere vrouw van zijn werkgever belaagt. Hij wordt op staande voet ontslagen en door zijn vader Francesco met zijn riem gegeseld. Uiteindelijk komen de jonggetrouwden toch weer bij elkaar om samen met hun kind er het beste maar van te maken. Moraldo is aan het eind van de film de enige die daadwerkelijk de trein pakt om het ingeslapen stadje de rug toe te keren.

## Rolverdeling
| Acteur             | Personage            |
| ------------------ | -------------------- |
| Franco Interlenghi | Moraldo Rubini       |
| Alberto Sordi      | Alberto              |
| Franco Fabrizi     | Fausto Moretti       |
| Leopoldo Trieste   | Leopoldo Vannucci    |
| Riccardo Fellini   | Riccardo             |
| Leonora Ruffo      | Sandro Rubini        |
| Jean Brochard      | Francesco Moretti    |
| Claude Farell      | Olga                 |
| Carlo Romano       | Michele Curti        |
| Enrico Viarisio    | Mijnheer Rubini      |
| Paola Borboni      | Mevrouw Rubini       |
| Lída Baarová       | Giulia Curti         |
| Arlette Sauvage    | Vrouw in de bioscoop |
| Vira Silenti       | Gisella              |
| Maja Niles         | Caterina             |